# 이호르 콜로모이스키

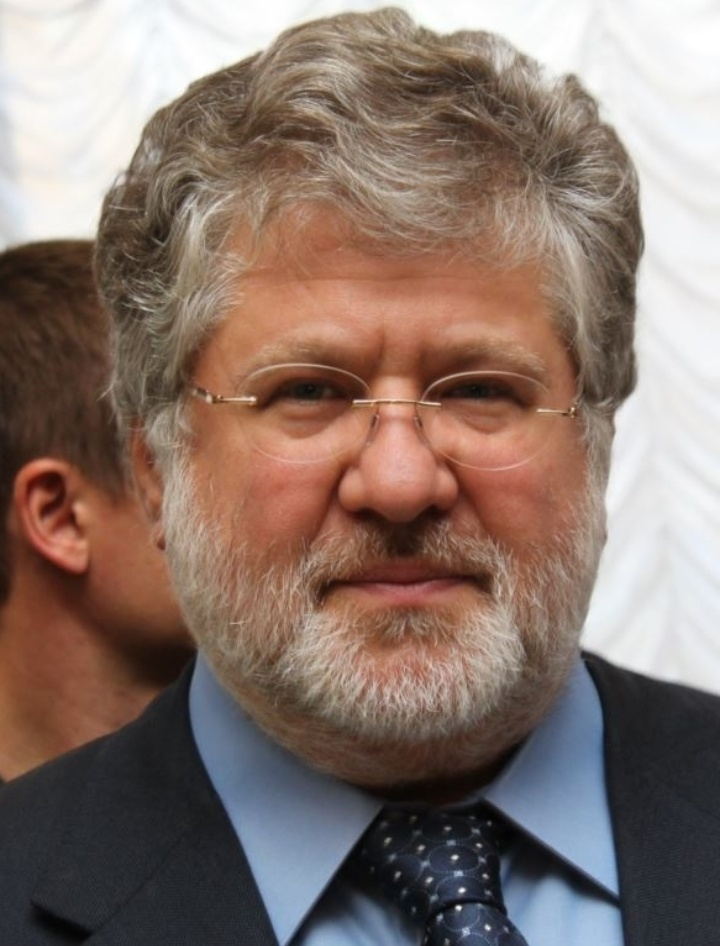
이호르 콜로모이스키

이호르 발레리요비치 콜로모이스키(우크라이나어: Ігор Валерійович Коломойський, 러시아어: Игорь Валерьевич Коломойский 이고리 발레리예비치 콜로모이스키[*], 1963년 2월 13일 ~ )는 우크라이나의 기업인이자 억만장자이다.

## 생애
콜로모이스키는 소련 우크라이나 소비에트 사회주의 공화국의 드니프로페트로우스크(현재의 우크라이나 드니프로)에서 유대인 공학자의 아들로 태어났으며 1985년에 우크라이나 드니프로에 위치한 우크라이나 국립 금속공학 아카데미를 졸업했다.
콜로모이스키는 1990년에 우크라이나 드니프로에서 다국적 기업인 프리바트 그룹(Privat Group)을 공동 설립했다. 1992년에는 우크라이나의 최대 상업 은행인 프리바트반크(PrivatBank)를 공동 설립했고 1997년에는 프리바트반크 이사회 의장으로 선임되었다. 그 외의 활동 분야로는 합금철, 금융, 석유 제품, 대중 매체, 금속 및 석유 산업이 있다.

## 자산
콜로모이스키는 프리바트반크를 통해 에어로스비트 항공, 드니프로아비아, 돈바스아에로를 경영했다. 또한 자산 운용사인 만스벨 엔터프라이즈 리미티드를 통해 스카이웨이스 익스프레스, 시티 항공, 심버 스털링 항공사를 경영했다. 콜로모이스키는 우크라이나의 8개 텔레비전 채널 8개를 운영하고 있는 1+1 미디어 그룹에 대한 관심을 가졌다. 콜로모이스키는 드니프로를 연고로 하는 우크라이나의 축구 클럽인 FC 드니프로의 회장이기도 하다.
콜로모이스키는 2006년부터 우크라이나의 2번째 또는 3번째로 높은 재산을 가진 억만장자로 평가받고 있다. 2007년에는 《포브스》가 콜로모이스키에 대해 38억 달러를 소유한 세계에서 799번째로 높은 재산을 가진 억만장자로 평가했다. 2010년에는 《키이우 포스트》가 콜로모이스키에 대해 62억 4,300만 달러를 소유한 우크라이나에서 2번째로 높은 재산을 가진 억만장자로 평가했다.
2012년 3월에는 《포브스》가 콜로모이스키에 대해 우크라이나에서 3번째로 높은 재산을 가진 억만장자, 세계에서 377번째로 높은 재산을 가진 억만장자로 평가했으며 콜로모이스키가 소유한 재산을 30억 달러로 추산했다. 2015년 3월에는 《이코노미스트》가 우크라이나 흐리브냐의 급격한 가치 하락을 반영하여 콜로모이스키의 순자산을 13억 6,000만 달러로 평가했다. 2019년에는 우크라이나의 러시아어 잡지 《포쿠스》가 콜로모이스키를 가장 영향력 있는 우크라이나인 100명에 관한 명단 가운데 3위로 선정했다.

## 정치 활동
콜로모이스키는 우크라이나의 총리를 역임한 정치인인 율리야 티모셴코와 율리야 티모셴코 블록의 지원자로 여겨졌다. 콜로모이스키는 볼로디미르 젤렌스키가 우크라이나의 대통령 역할을 맡았던 코미디 텔레비전 프로그램 《인민의 종》을 방송했던 1+1 미디어 그룹의 자산 가운데 70%를 소유했다. 볼로디미르 젤렌스키는 2019년 3월 31일에 실시된 2019년 우크라이나 대통령 선거 1차 투표에서 가장 많은 표를 획득했고 2019년 4월 21일에 실시된 결선 투표에서 승리하면서 당선되었다.
콜로모이스키는 2014년에 우크라이나의 분리주의 세력을 퇴치하겠다는 의사를 여러 차례 표명했다. 2014년 우크라이나 친러시아 분쟁이 벌어지고 있던 2014년 3월 2일에는 올렉산드르 투르치노우 대통령 권한대행으로부터 드니프로페트로우스크주의 주지사로 임명되었다. 콜로모이스키는 2014년 4월에 돈바스 전쟁에서 러시아의 지원을 받는 무장 세력의 체포에 대한 보상금과 무기 반입을 위한 인센티브를 지원했다. 또한 우크라이나 정부군 산하 아이다르 대대, 아조프 대대, 드니프로-1 대대, 드니프로-2 대대, 돈바스 대대 창설에 대한 자금을 지원했다. 러시아 정부는 콜로모이스키를 국제형사경찰기구(인터폴)의 수배 대상으로 올려줄 것을 요구했다. 2014년 7월 2일에는 러시아의 지방법원이 궐석재판에서 콜로모이스키를 "민간인 살해를 조직한 혐의"를 적용하여 체포할 수 있도록 허가했다.
2015년 3월에는 우크라이나의 국영 송유관 회사인 우크르트란스나프타의 최고경영자이자 콜로모이스키의 보호자였던 올렉산드르 라조르코가 해임되었는데 이는 콜로모이스키가 페트로 포로셴코 대통령 간의 갈등을 빚게 되면서 벌어진 일이었다. 이에 콜로모이스키의 개인 민병대 소속으로 알려진 대원들이 우크라이나 정부에서 임명한 새 최고경영자를 추방시키기 위하여 우크르트란스나프타 본사를 습격하는 사건이 일어났다. 페트로 포로셴코 대통령은 2015년 3월 24일, 콜로모이스키를 드니프로페트로우스크주 주지사직에서 해임시켰다.

## 사생활
콜로모이스키는 슬하에 2명의 자녀를 두었다. 콜로모이스키는 이중 국적 보유를 금지한 우크라이나의 법률에도 불구하고 우크라이나·이스라엘·키프로스 시민권을 소유하고 있다.